# Kalmbach Publishing
Kalmbach Publishing Co. est un éditeur de livres et de magazines des États-Unis. L'entreprise publie pendant 90 ans des publications liées à l'univers du chemin de fer, pour se recentrer en 2024 sur le magazine de sciences Discover et Saturn Lounge, une agence de marketing digital. 
L'entreprise est située à Waukesha, dans le Wisconsin. 

## Historique
Gerald B. Boettcher était le président de la société, jusqu'à sa retraite en juin 2012. Charles R. Croft est devenu le nouveau président.
En 2016 Kalmbach a acquis Rather Dashing Games, une entreprise de jeux de société basée près de Lexington, Kentucky.
Début mai 2024, Kalmbach Publishing annonce la vente de l'ensemble de ses titres liés au chemin de fer à Firecrown Media.

## Anciens titres
- American Snowmobiler
- Art Jewelry
- Astronomy
- Bead & Button (arrêt de la publication après l'édition d'octobre 2020)[6]
- Bead Style
- Classic Toy Trains Magazine
- Classic Trains Magazine
- Drone 360
- Fine Scale Modeler Magazine
- Garden Railways
- Model Railroader (première publication de l'entreprise)
- Miniature Showcase
- Model Retailer
- Scale Auto
- Trains (seconde publication)

En outre, Kalmbach publie de nombreux livres, y compris le Tourist Trains Guidebook, un recueil de plus de 450 chemins de fer touristiques, trains-restaurants et des musées ferroviaires aux États-Unis et au Canada, avec les appréciations des collaborateurs du magazine Trains.